# Battista Sforza

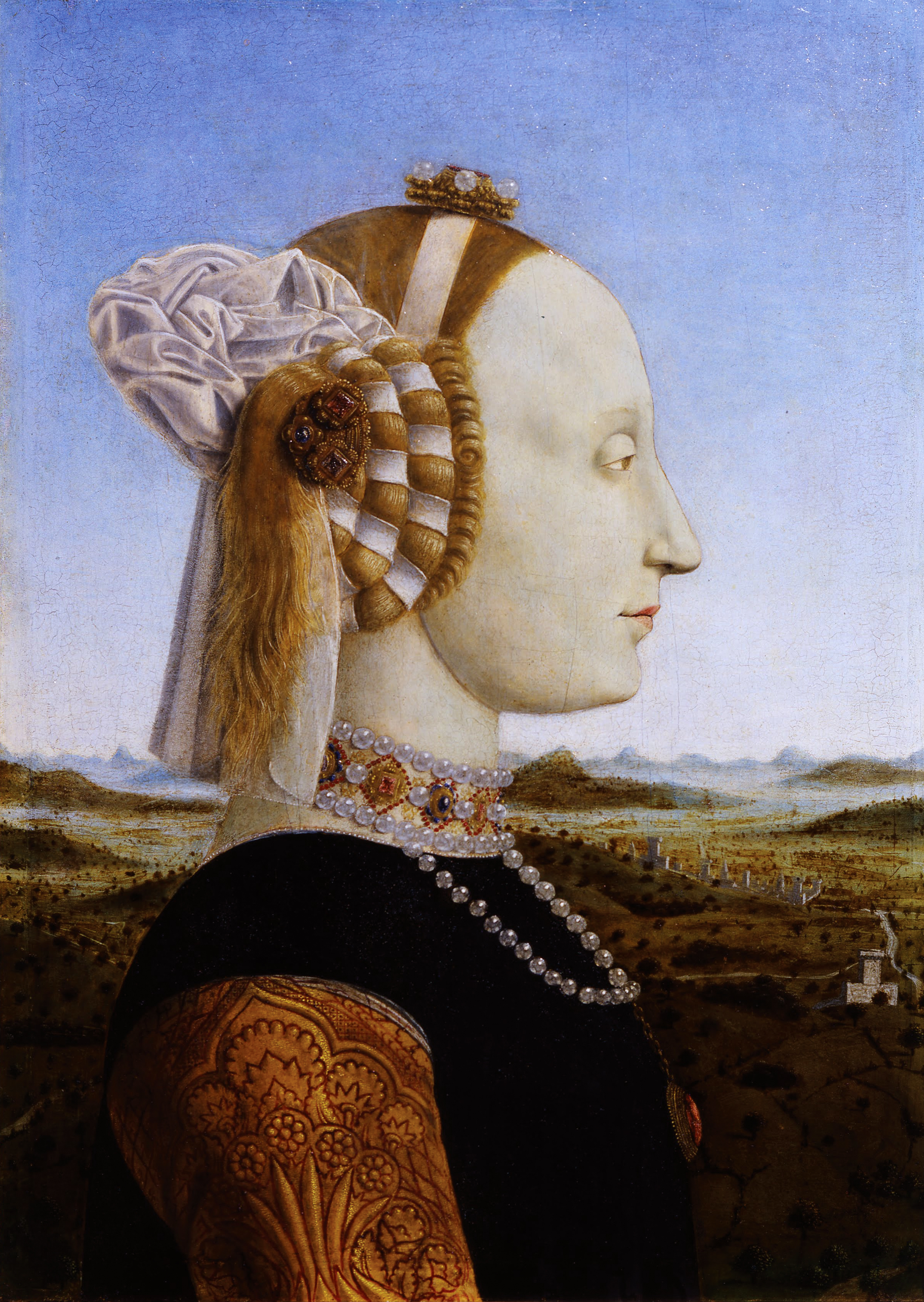
Battista Sforza, Herzogin von Urbino. Porträt von Piero della Francesca.

Battista Sforza (* um 1446 in Pesaro; † 6. Juli 1472) war die Herzogin von Urbino und zweite Frau von Federico da Montefeltro.

## Leben
Sie entstammte der Familie der Sforza. Ihre Eltern waren Costanza da Varano, Tochter des Pietro Gentile da Varano, päpstlicher Vikar von Camerino, und Elisabetta Malatesta, und Alessandro Sforza, Herr von Pesaro und außerehelicher Sohn des Muzio Attendolo Sforza aus seiner Beziehung mit Lucia Terziani. Sie erhielt eine hervorragende Erziehung. Bereits mit drei Jahren hatte sie den ersten Lateinunterricht und sie konnte später altgriechische Texte übersetzen. Nachdem sie vor Papst Pius II. eine Rede gehalten hatte, äußerte dieser bewundernd, dass keiner seiner Kardinäle es mit ihr hinsichtlich ihrer Redekunst aufnehmen könnte.
Am 10. Februar 1460 heiratete sie Federico da Montefeltro, Herzog von Urbino, und wurde seine zweite Ehefrau. Aus der Ehe gingen sechs Töchter und ein Sohn hervor. Ihr Mann bezog sie auch in seine politischen Entscheidungen ein. In Abwesenheit ihres Gatten verwaltete sie das Herzogtum. Ihr gelang es, einen Überfall durch Sigismondo Malatesta zu überstehen, weil sie auf dessen Vorgehen vorbereitet war. Dieser verglich ihre politische Intelligenz später mit der von Ludwig XI. von Frankreich. Sie kümmerte sich um das Armenwesen im Herzogtum und veranlasste sogar die Gründung einer Bank der Franziskaner, um den Armen günstige Kredite zu ermöglichen.
Sie starb am 6. Juli 1472 wenige Monate nach der Geburt ihres Sohnes Guidobaldo.
Battista Sforza ist die Großmutter von Vittoria Colonna, ein Kind ihrer jüngsten Tochter Agnese und Fabrizio Colonnas († 1520).